# 生态过渡带

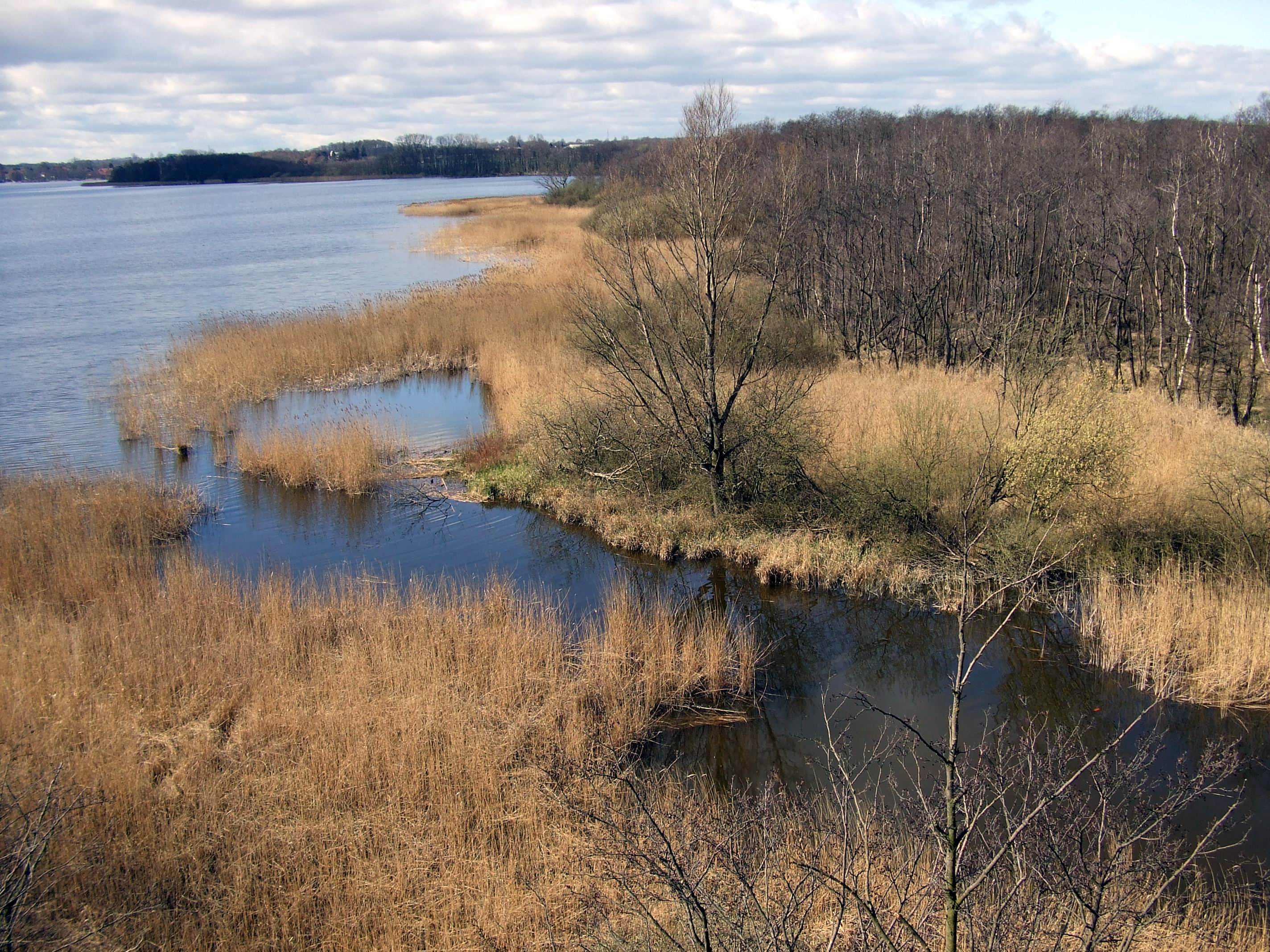
蘆原是湖滨过渡带的一种常见形式。河床往往会积聚有机物，然后被树木占据，迫使芦苇进一步进入湖中。

生态过渡带（英語：ecotone），又名群落交错区，是两个生物群落之间的过渡区域，两个群落在其中交错并融合。过渡带可宽可窄，并且可能是局部的（如田野和森林之间的区域），也可能是区域性的（如森林和草地生态系统之间的过渡）。过渡带可能在地表上呈现为两个群落在广阔区域中的渐变融合，也可能表现为鲜明的边界。

## 词源
英文ecotone一词是由阿尔弗雷德·拉塞尔·华莱士（Alfred Russel Wallace）创造的，他于1859年首次观察到两个生物群系之间的突变的边界。该词语由表示生态的“ecology”和“-tone”构成，后者源于希腊语的，即“对立（tension）”——换言之，即生态处于紧张对立状态的地方。

## 特征

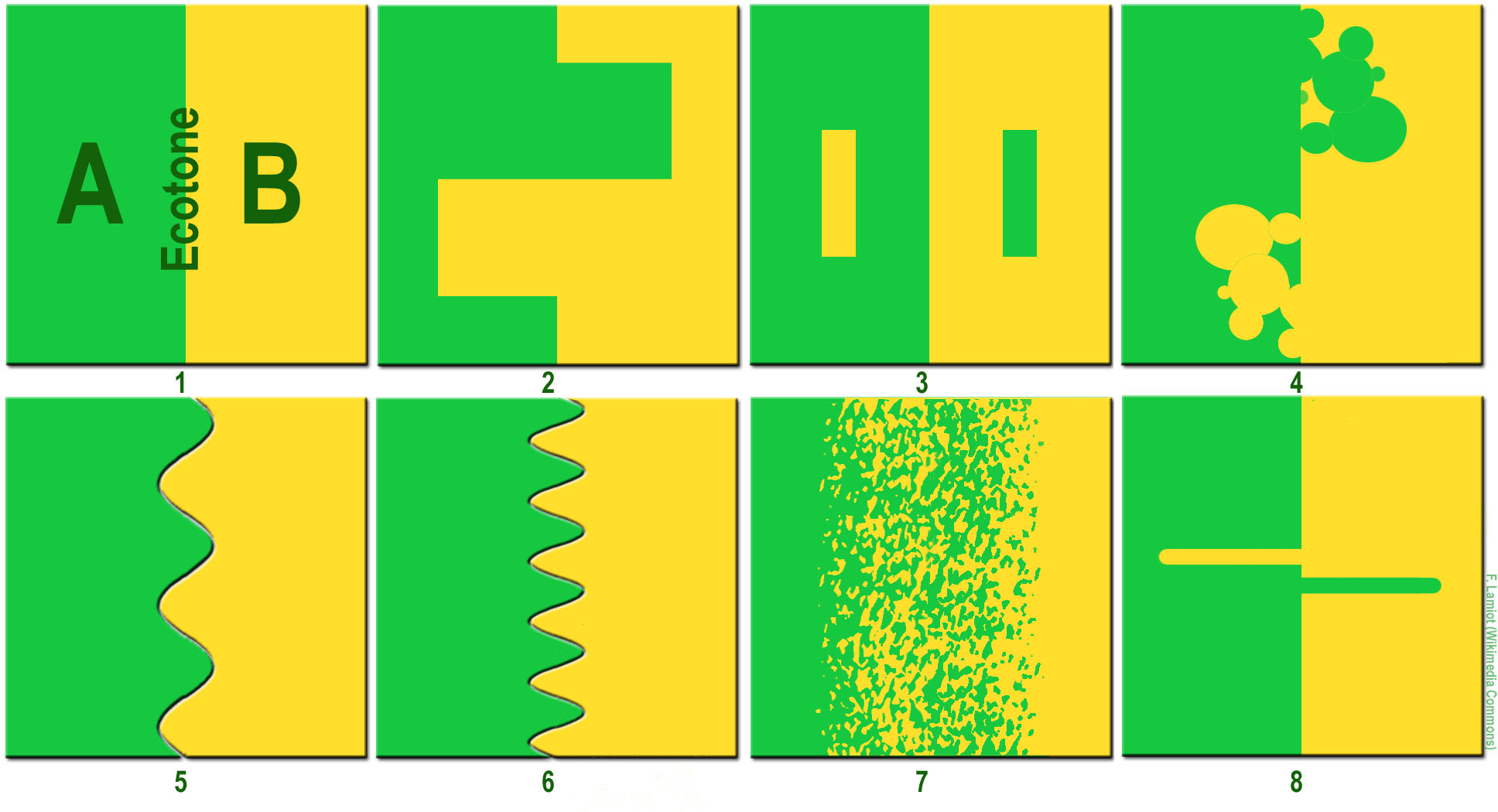
图1和图2显示了面积均等且均质的群落简单生态过渡带的两种情况。图3显示了相互包含的情况，从而产生了多重的生态过渡带，图4中的生态过渡带则更为复杂。图5和图6显示了经过处理的森林或堤岸的边缘，可在不过度改变环境的情况下大大延长过渡带。图7显示了常见的相互渗透的情况（例如森林边缘的常见的情景）。图8显示了一个可能因动物改变其环境而形成的过渡带。

生态过渡带有多个显著特征。首先，过渡带的植被种类可能急剧转换，从而使两个群落之间有明显的界线。例如，草地颜色或植物区系的变化可能表明此地是过渡带。第二，外貌（植物物种的外观）的变化可能表明该地是过渡带。水体（例如河口）也可能有过渡带，其边界的特征是地区内存在的大型植物或植物物种的高度不同，因为它们可能导致两个区域的日照的差异。因此科学家常研究颜色的变化和植物高度的变化。第三，物种的变化可能表明该地是过渡带。过渡带一侧会有其特有的生物物种。
其他一些因素可能显示生态过渡带的存在，又或模糊其存在，例如迁徙和新植物的移生。它们称作空间质量效应（spatial mass effects），如果某些生物跨越过渡带，将无法形成自我维持的种群。如果不同的物种可以在两个生物群系的两个群落中生存，则过渡带会被认为具有较高的物种多样性；生态学家在研究食物鏈和生物的演替时会对此进行测量。最后，过渡带中外來物種的多度可以揭示生物群系的类型或两个群落共用空间的效率。因为过渡带是两个群落交融的区域，所以许多不同形式的生命必须在一起生存并争夺空间。因此，生态过渡带可以形成多样化的生态系统。

## 形成
物理环境的变化可能导致形成清晰的边界，例如森林和开垦的土地之间的界面。在另一些情况下，界面区域可能是逐渐混合的，其中两侧群落的物种以及特有的本地物种都存在于过渡带中。山脉经常会因山坡上的各种气候条件而产生这种过渡带。由于其地勢的阻隔，它们还可能在物种之间形成边界。法国旺图山就是一个很好的案例，它标志着法国北部和南部的植物相和動物相的边界。大多数湿地也都是过渡带。过渡带的空间变异通常是由于干扰而形成的，干扰形成了将原有植被斑块分开的异质的斑块。不同强度的干扰可能会导致滑坡、土地的变化或沉积物移动，从而形成这些植被斑块和生态过渡带。
竞争中的植物会在自我维持能力范围之内，在生态过渡带的一侧增殖。在其范围以外，则由邻近群落的竞争者占领。因此，过渡带内就出现了优势物种的转变。过渡带对行动性强的动物特别重要，有了过渡带，牠們就能夠在短距离内開闢多个棲息地。过渡带不仅包含了双方社区共同的物种，而且还包含了两个物种。它也可能包括许多高度定居的物种，这些物种倾向于在这些过渡地区定居。群落交错区的植物和动物种类增加的现象被称为边缘效应，这主要是当地范围广泛的适宜的环境条件或生态位所形成的。

## 生态过渡带和生态梯度
生态过渡带通常与生态梯度息息相关，生态梯度即两个体系之间的“物理过渡带”。生态过渡带和生态梯度的概念有时容易混淆：生态梯度可以透过化学（例如：pH或鹽度梯度）或微气候（水热梯度）来表明两个生态系统之间存在生态过渡带。
相比之下：
- 生态梯度是生命功能的一种或两种物理物理化学要素的环境变量的一种变异，由此导致某些物种存在或不存在。[8]生态梯度可以是温跃层、化变层（英语：chemocline）（化学梯度）、盐跃层（盐度梯度）或密度跃层（英语：pycnocline）（由温度或盐度引起的水密度变化）等。
- 生态梯度的过渡不太明显（较不清晰），内部条件更稳定，因此植物物种丰富度更高。[9]
- 生态过渡带描述的是物种多度的变化，从而导致生境的变化，通常并不严格取决于区分不同生态系统的主要物理因素。过渡带通常不引人注目且更难测量。
- 生态过渡带是两个群落相互作用的区域。过渡带可通过两个群落之间的土壤梯度和土壤成分的明显变化来识别。[10]
- 生态过渡带过渡更加清晰明确，条件更不稳定，因此物种丰富度相对较低。

## 例子
- 克拉过渡带位于连接泰国-马来半岛和亚洲大陆的克拉地峡以北的北纬11°-13°之间，是区域尺度过渡带的一个案例。[11]它是北部大陆的东南亚生物地理区域的湿润落叶林和南部巽他古陆区域的季节性湿生龙脑香科乔木林之间的过渡带。这已证实是印度支那和巽他動物相之间的生物地理过渡。当地纬度范围内大约有152种鸟类。[12]群体遗传学研究还发现，克拉过渡带是限制東方蜜蜂（Apis cerana）和大蜜蜂（Apis dorsata）以及无刺蜜蜂Trigona collina和Trigona pagdeni的基因交流的主要物理屏障。[13]
- 華萊士線穿过印度尼西亚的巴厘岛和龙目岛之间的龙目海峡，是将东洋界与华莱士区（英语：Wallacea）分隔开来的边界。[14]它以阿尔弗雷德·拉塞尔·华莱士（Alfred Russel Wallace）的名字命名，华莱士于1859年首次观察到两个生物群系之间的突变边界。生物学家认为，正是龙目岛海峡本身的深度使两侧的动物彼此隔离。但现已发现，过去某些象象鼻虫之类的不能飞行的动物曾参与过几次海侵事件，过程中华莱士线以东的陆地上的物种迁往了巴厘岛。[15]在更新世大冰期海平面下降时，巴厘岛、爪哇岛和苏门答腊岛彼此相连，并与亚洲大陆相连，共有了亚洲动物。龙目海峡的深水使龙目岛和小巽他群岛和亚洲大陆相互隔绝。这些岛屿因而被澳大利亚的动物群所占据。
- 喀麦隆的Mbam Djerem国家公园的生态交错带宽达1000 km，其广泛的物种内部的差异被认为是物种形成的征兆。[16]
- 生态过渡带的一般例子包括鹽鹼灘和河岸带。